# Kyathampalle
Kyathampalle là một thị trấn thống kê (census town) của quận Adilabad thuộc bang Andhra Pradesh, Ấn Độ.

## Nhân khẩu
Theo điều tra dân số năm 2001 của Ấn Độ, Kyathampalle có dân số 42.275 người. Phái nam chiếm 51% tổng số dân và phái nữ chiếm 49%. Kyathampalle có tỷ lệ 59% biết đọc biết viết, thấp hơn tỷ lệ trung bình toàn quốc là 59,5%: tỷ lệ cho phái nam là 67%, và tỷ lệ cho phái nữ là 51%. Tại Kyathampalle, 11% dân số nhỏ hơn 6 tuổi.